# 王朝雲

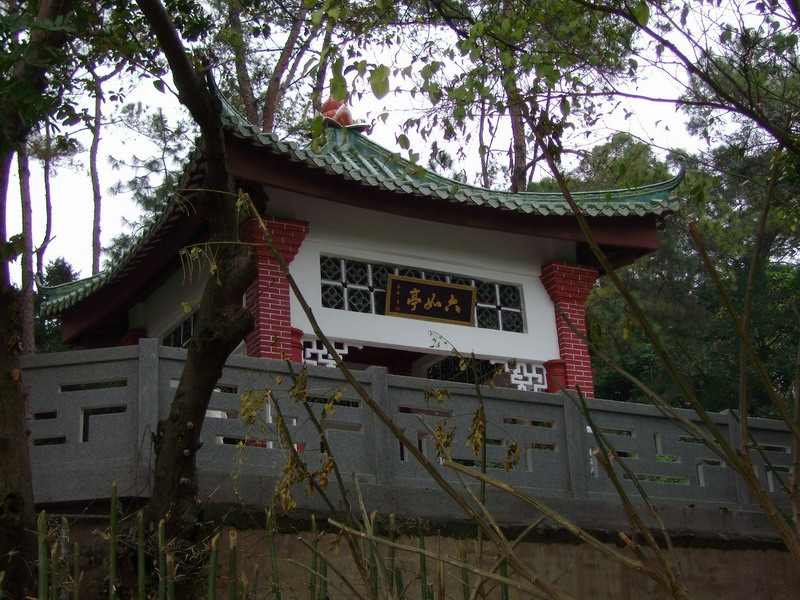
位于惠州西湖王朝云墓前的六如亭

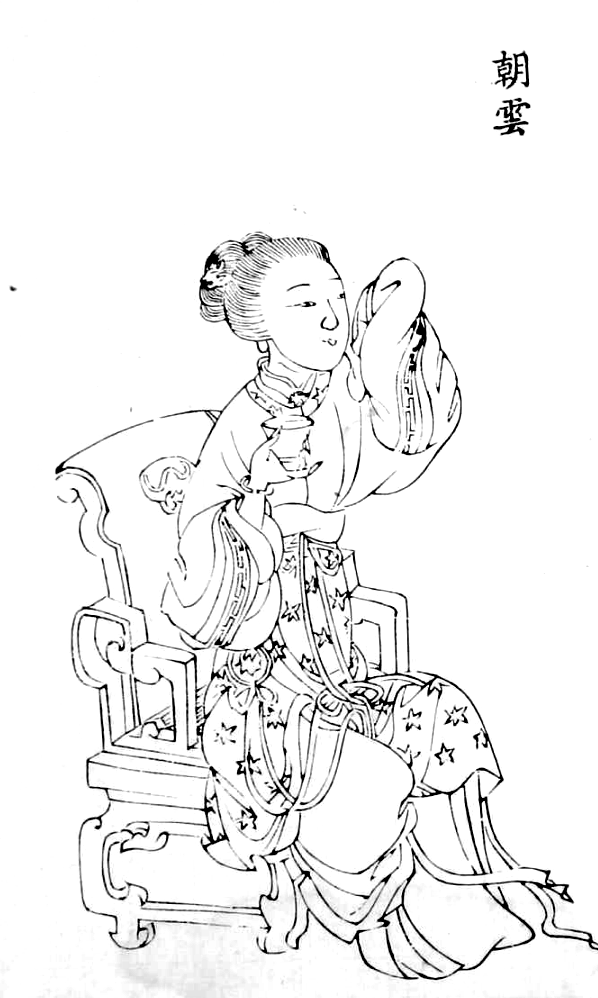
王朝云像，出自《百美新咏图传》

王朝雲（1063年6月12日—1096年8月7日），字子霞，北宋錢塘人，文學家蘇軾之妾，《東坡自述》中的《朝雲詩引》和《悼朝雲詩引》均有提到她。與蘇軾感情甚篤，原本为歌妓，後來學會寫字，還跟從泗上比丘尼義沖學佛，篤信佛法。

## 生平
宋嘉祐八年癸卯（1063年）五月四日王朝雲生，字子霞。浙江錢塘人。時蘇軾年二十七官於鳳翔。
熙寧四年辛亥（1071年）十一月蘇軾到任杭州通判，有《初到杭州寄子由》兩絕。
熙寧五年壬子（1072年）三月二十三日蘇軾從太守沈公觀花於吉祥寺作《牡丹記》八月十七日登望湖樓作《試院煎茶》詩。
熙寧六年癸丑（1073年）八月十五日蘇軾作《八月十五觀潮》朝雲十二歲，原為歌女，入蘇家為侍女。
元豐六年（1083年）九月二十七日朝雲二十二歲生一子。蘇軾取名遯，小名幹兒。
元豐七年（1084年）三月蘇軾改為汝州團練副使，易地京西北路安置。四月中旬便攜家啟程，七月二十八日船停泊金陵江岸時，蘇遯夭亡在朝雲的懷抱裏。蘇軾作〈去歲九月二十七日，在黃州生子遯，小名幹兒，頎然穎異。至今年七月二十八日，病亡于金陵，作二詩哭之〉。
紹聖元年甲戌（1095年）十月三日到惠州，寓居嘉佑寺，蘇軾有《初到惠州》詩。十一月蘇軾有《戲贈朝雲詩》：「不似楊枝別樂天，恰如通德伴伶玄。阿奴絡秀不同老，天女維摩總解禪。經卷藥爐新活計，舞衫歌扇舊因緣。丹成逐我三山去，不作巫陽雲雨仙。」
紹聖二年乙亥（1095年）三月自水東嘉佑寺遷居合江樓，蘇軾有《松江亭上賦梅花詩》三首。五月四日朝雲生日，東坡作《殢人嬌·贈朝雲》詞、《浣溪沙·端午》詞。秋七月朝雲欲歌《蝶戀花》久無聲。東坡問由，答「奴不能歌者，是枝上柳綿吹又少。天涯何處無芳草。」子瞻翩然大笑曰：「是吾正悲秋，而汝又傷春矣。」遂罷。朝雲疾逝子瞻終身不復聽此詞。八月惠州颶風成災公私房舍多間倒塌。蘇過作有《颶風賦》。又發大水，蘇軾有《題合江樓》。
紹聖三年丙子（1096年）五月四日朝雲生日，東坡作《王氏生日致語口號》。
七月初五日朝雲卒，年三十四。彌留之際口誦《金剛經》六如偈：「一切為有法，如夢幻泡影。如露亦如電，應作如是觀。」
八月三日朝雲葬在惠州西湖南畔的棲禪寺的松林裏，蘇軾親筆為她寫下《墓誌銘》：「浮屠是瞻，伽藍是依。如汝宿心，唯佛是歸。」惠州棲禪寺大聖塔葬處作亭覆之，名之六如亭。蘇軾作《悼朝雲詩》。九日作《朝雲疏》。九月九日作《丙子重九》二首，十月《西江月》詞。

## 紀念
清嘉慶六年（1801年），大守伊秉綬修朝雲墓，補書蘇東坡所為墓誌銘，刻石徵文。當年孤山的棲禪寺已不復存了，朝雲墓，六如亭也幾經修建。朝雲墓、六如亭已按宋代風格，修葺一新。朝雲墓和六如亭是惠州的重要文物古跡，歷代多有題詠；1984年被列為惠州市重點文物保護單位。惠州的老百姓常在農曆的朝雲生辰與死忌兩日加以拜祭。